# Кріс Юбенк
Крістофер Лівінгстон Юбенк (англ. Christopher Livingstone Eubank; 8 серпня 1966, Лондон) — британський професійний боксер, чемпіон світу за версією WBO (1990—1991) у середній вазі та (1991—1995) у другій середній вазі.
Кріс Юбенк — батько Кріса Юбенка-молодшого, теж професійного боксера.

## Професіональна кар'єра
Кріс Юбенк дебютував на профірингу 1985 року. 6 березня 1990 року, маючи рекорд 20-0, здобув перемогу технічним нокаутом над аргентинцем Хьюго Антоніо Корті і завоював титул чемпіона WBC International у середній вазі. Провів два вдалих захиста, а 18 листопада 1991 року, здобувши перемогу технічним нокаутом у дев'ятому раунді, відібрав у співвітчизника Найджела Бенна звання чемпіона світу за версією WBO у середній вазі. Провів три захиста звання чемпіона, у тому числі 22 червня 1991 року переміг рішенням більшості британця Майкла Вотсона.
21 вересня 1991 року в бою за вакантний титул чемпіона світу WBO у другій середній вазі Кріс Юбенк вдруге зустрівся з Майклом Вотсоном і, здобувши перемогу технічним нокаутом у дванадцятому раунді, став чемпіоном у другій ваговій категорії.
Впродовж 1991—1995 років Кріс Юбенк провів чотирнадцять захистів титула чемпіона, у тому числі 9 жовтня 1993 року в другій зустрічі з Найджелом Бенном, який на той час був вже чемпіоном світу за версією WBC. Об'єднувальний поєдинок між Юбенком і Бенном завершився унічию, тож кожен залишився зі своїм титулом.
18 березня 1995 року Кріс Юбенк одностайним рішенням програв бій ірландцю Стіву Коллінзу і втратив звання чемпіона. Здобувши дві перемоги, Юбенк знов вийшов на бій з Коллінзом 9 вересня 1995 року і програв за очками вдруге.
11 жовтня 1997 року в бою за вакантний титул чемпіона світу за версією WBO у другій середній вазі зустрівся з британцем Джо Кальзаге і програв одностайним рішенням.
Після бою з Кальзаге Юбенк додав у вазі і кинув виклик чемпіону світу за версією WBO у напівважкій вазі британцю Карлу Томпсону і в близькому бою 18 квітня 1998 року програв одностайним рішенням. У бою-реванші 18 липня 1998 року Юбенк програв Томпсону технічним рішенням у дев'ятому раунді, після чого оголосив про завершення кар'єри.

## Кріс Юбенк поза рингом
Кріс Юбенк був ексцентричною людиною, вдягаючись як типовий представник вищої аристократії Великої Британії.
1996 року купив на аукціоні заради забави титул лорда маєтку у Брайтоні і за власні кошти збудував 69 квартир для безхатьків. 2000 року будівля була продана під реконструкцію.